# Porcostoma dentata
Porcostoma dentata es una especie de peces de la familia Sparidae en el orden de los Perciformes.

## Morfología
• Los machos pueden llegar alcanzar los 36 cm de longitud total.

## Distribución geográfica
Se encuentra en las  costas meridionales  africanas del Océano Índico.